# Richard Nikolaus Wenzel

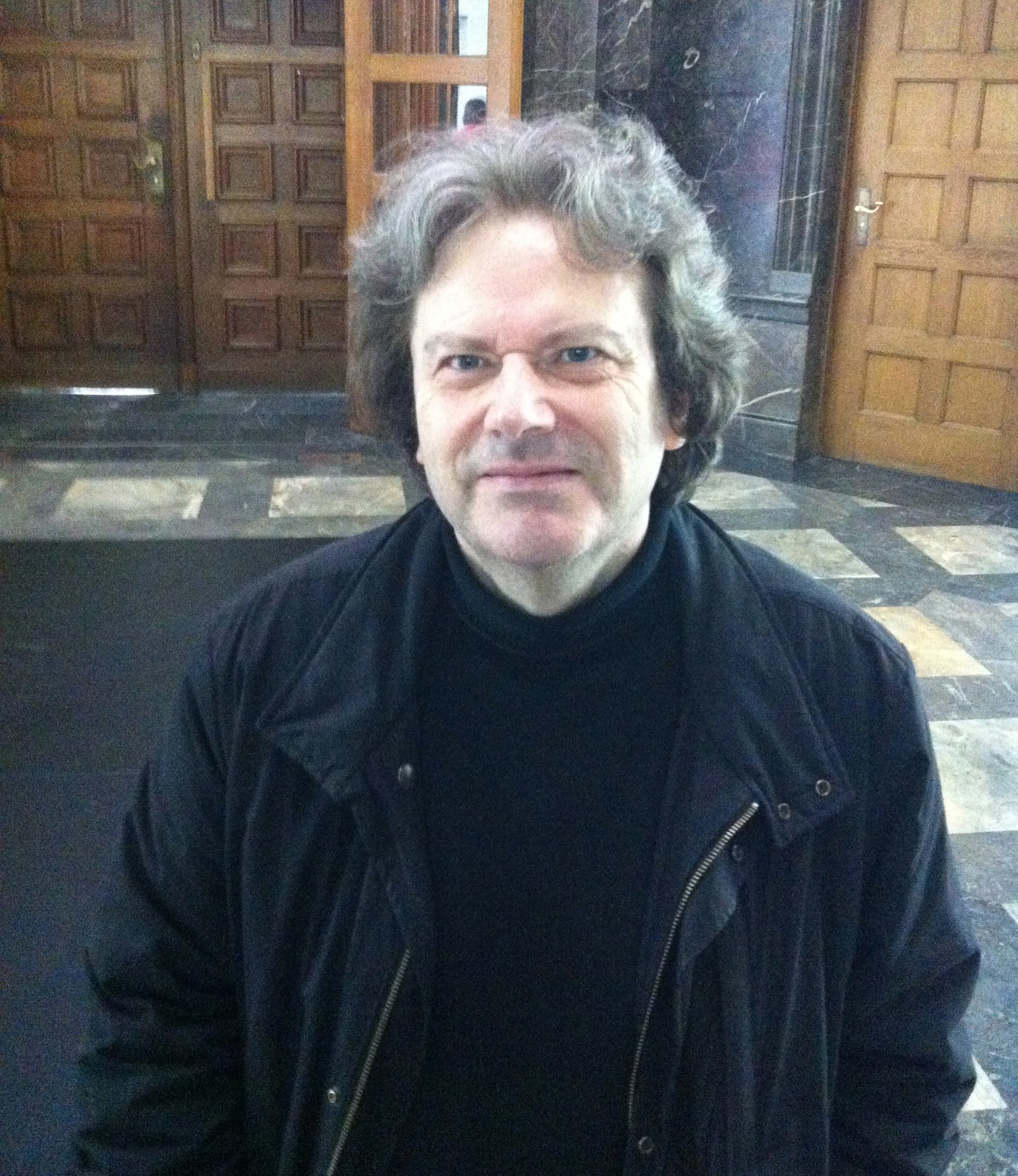
Richard Nikolaus Wenzel (2015)

Richard Nikolaus Wenzel, auch O. R. Wenzel (* 7. November 1959 in Frankenthal, Pfalz) ist ein deutscher Komponist zeitgenössischer ernster Musik sowie Organist.

## Biografie
Wenzel erhielt im Alter von sechs Jahren ersten Klavierunterricht. Später studierte er Klavier und Fagott am Peter-Cornelius-Konservatorium in Mainz (1972–75) sowie an der Wiesbadener Musikakademie (1976–80), wo er von 1978 bis 1981 auch Klavierdozent war. Bis heute arbeitet er auch als Organist. Schon vor dem Privatmusikexamen komponierte er als Autodidakt.
Mit der Aufnahme in die Kompositionsklasse von Klaus Huber an der Hochschule für Musik Freiburg (Studienzeit 1981–1986) öffnete sich auch der Blick auf die kreativen Möglichkeiten der Neuen Musik. Neben dem Unterricht bei Huber kam es auch zu Begegnungen unter anderen mit Isang Yun, György Kurtág, György Ligeti und Iannis Xenakis.  Auch absolvierte er dort eine Kirchenmusik-Ausbildung.
Schon in seiner Jugend verbrachte Wenzel viel Zeit im Ausland, u. a. in Ungarn und Italien, wodurch er mehrere Sprachen lernte. Nach dem Examen setzte er dies fort und lebte allein fünf Jahre (1986–91) in Japan. Hier kam eine Reihe von Werken u. a. mit Gesang zur Aufführung, die er für seine Frau, die Sopranistin Miyuko Matsumoto, schrieb. So dirigierte er am 3. April 1991 in der Bunka Hall, Kagoshima, die Uraufführung seines Chanson de la plus haute tour.
1982 erhielt Wenzel einen Preis beim Kompositionswettbewerb in Hilchenbach (unter der Ägide von Isang Yun), war 1985 Finalist beim Alfredo-Casella-Wettbewerb (Accademia Musicale Chigiana) und 1982 und 1986 Stipendiat bei den Darmstädter Ferienkursen für Neue Musik. Außerdem arbeitete er im Hörspielbereich.
Seine Werke wurden in Deutschland, in der Schweiz, Italien, den USA und Japan aufgeführt. Zurzeit lebt er in Deutschland in der Nähe von Mainz.

## Musik
Wenzel zeigt sich als eigenständiger Komponist, was die Originalität und individuelle Formung seiner Musik beweist. In der Regel hat Wenzels Musik kein Metrum, sondern bewegt sich über weite Strecken in einem Schwebezustand, in dem lange, getragene Klänge mit kurzen Einwürfen und Pizzicati kontrastiert werden, die sich mitunter auch in eruptiven Formen weiter entfalten. Einzelne Phrasen haben oft die Dauer eines menschlichen Atems. Dabei kann die Musik vielfach tonal sein und setzt Dissonanz und Dynamik in einem emphatischen Sinn als dramatische Steigerungselemente ein.
Sein Notte di Maggio wurde beschrieben als „ein stilles Duo, ein ruhevolles Entfalten von Intervallen, Linien und Klängen“ sowie „eine gewisse Strenge in der Konzentration des Materials“. Wolf-Eberhard von Lewinski beschrieb 1982 die Lieder für Sieben als „eine lyrisch-tragische Geschichte, in sich konsequent gearbeitet, konzis geformt“. Über die Orchesterversion von Raisanka (2001) hieß es nach der Uraufführung mit dem Gürzenich-Orchester in der Kölner Philharmonie, sie gemahnte „an ein Beschwörungsritual mit federnden und schwebenden Klängen“.

## Werke (Auswahl)

### Bühnenwerke und Hörspiele
- Krähenbräutigam (1998) für 3 Stimmen „und eine Bande Krähen“ (SWR, 4. Mai 1998)
- Zwischenraum (1999) für Elektronik, Sprechstimme und Performance
- Muradhan und Selvihan (2008) für 2 Vokalsolisten, Flöte, Akkordeon, Schlagzeug und Tanz

### Orchesterwerke
- Raisanka (2001) für Sopran und Kammerorchester
- Ruf an Holder (2004) für kleines Orchester

### Kammermusik
- Lied für Sieben (1982) für 7 Instrumente
- Drei Essays (1983) für Oboe, Klarinette und Viola
- Abgrund der Schwäne (1987) für 2 Klaviere
- Col di lana (1988) für Flöte, Klarinette, Violine und Klavier
- Fruit à la tête (1994) für Violoncello und Klavier
- Dialoge im Halbdunkel (2005) für 2 Bassetthörner und Klavier
- Tracas (2008) für Streichquartett

### Soloinstrumente
- Mille Fleurs (Sakura-Reflektionen) (1991) für Klavier
- Stanzen (1994) für Gitarre

### Vokalmusik
- Notte di Maggio (1983) für Sopran und Klarinette
- Chanson de la plus haute tour (1991) für Sopran, Violine, 2 Klaviere, Orgel und 3 Schlagzeuger
- L’anguilla (1991) für Sopran, Tenor und Klavier
- Raisanka (1999) für Sopran und Klavier
- Ruf an Holder (2001) für Sopran und Klavier
- Das Lied vom Königsmantel (2002; rev. 2017) für Sopran, Flöte und Klavier#